# Brazil: Forró - Music for Maids and Taxi Drivers
| Críticas profissionais | Críticas profissionais |
| Avaliações da crítica  | Avaliações da crítica  |
| Fonte                  | Avaliação              |
| ---------------------- | ---------------------- |
| Allmusic               | [ 1 ]                  |

Brazil: Forró - Music for Maids and Taxi Drivers é uma coletânea musical de vários artistas dedicada ao forró lançada em 1989 e produzida por Zé da Flauta. O álbum ganhou notoriedade por ter sido indicado a um Grammy Awards na categoria Best Traditional Folk Album. “Por causa de um disco de forró, estávamos na festa de premiação dando de cara com nomes como Natalie Cole, Keith Richards, Aerosmith, Billy Idol, Quincy Jones...”, relembra Zé da Flauta.
Além do feito da indicação ao prêmio Grammy, o álbum recebeu um prêmio na Inglaterra como melhor capa de CD internacional, em 1990, pela xilogravura de Marcelo Soares.

## Faixas
| #  | Intérprete             | Nome da Faixa                                                       | Duração |
| -- | ---------------------- | ------------------------------------------------------------------- | ------- |
| 1  | Toinho de Alagoas      | Balanço da Canoa (Rock The Boat)                                    | 2:13    |
| 2  | Duda da Passira        | De Pernambuco ao Maranhão (From Pernambuco To Maranhão)             | 2:13    |
| 3  | José Orlando           | Eu Também Quero Beijar (I Want To Kiss, Too)                        | 2:55    |
| 4  | Toinho de Alagoas      | Bicho da Cara Preta (Black-Faced Ghoul - A Folkloric Figure)        | 1:53    |
| 5  | Heleno dos Oito Baixos | Começo De Verâo (Start Of Summer)                                   | 2:53    |
| 6  | Toinho de Alagoas      | Peça Licença Pra Falar de Alagoas (Ask If You Can Speak Of Alagoas) | 1:49    |
| 7  | Duda da Passira        | Recordação Da Passira (Remembering Passira)                         | 2:36    |
| 8  | José Orlando           | Agricultor Pra Frente (Modern Agriculture)                          | 1:57    |
| 9  | Heleno dos Oito Baixos | Entra e Sai (In And Out)                                            | 2:09    |
| 10 | José Orlando           | Linda Menina (Pretty Girl)                                          | 3:00    |
| 11 | Duda da Passira        | Casa de Tauba (Wooden House)                                        | 1:44    |
| 12 | José Orlando           | Morena da Palmeira (The Brunette Of Palmeira)                       | 2:39    |
| 13 | Toinho de Alagoas      | Caráter Duro (Hard Character)                                       | 1:31    |
| 14 | José Orlando           | Minha Zezé (My Zezé)                                                | 2:07    |
| 15 | Toinho de Alagoas      | Sonho de Amor (Dream Of Love)                                       | 1:44    |
| 16 | Toinho de Alagoas      | Namoro no Escuro (Dating In The Dark)                               | 1:52    |
| 17 | Duda da Passira        | Forró de Minha Terra (Forró Of My Land)                             | 1:45    |

## Prêmios e indicações
| Ano  | Prêmio                    | Categoria                       | Resultado | Ref.  |
| ---- | ------------------------- | ------------------------------- | --------- | ----- |
| 1990 | Inglaterra                | Melhor Capa de CD Internacional | Venceu    | [ 4 ] |
| 1991 | 33rd Annual Grammy Awards | Best Traditional Folk Album     | Indicado  | [ 3 ] |